# 阿讷西城堡
阿讷西城堡（法語：Château d'Annecy）是一座位於法国上萨瓦省古城阿讷西的城堡。该城堡被法国文化部列为法国历史古迹。
阿讷西城堡兴建于12世纪到16世纪。它曾是日内瓦伯爵和日内瓦-内穆尔公爵的府邸。在数次毁于火灾之后，在17世纪被废弃，后来改建为兵营，直至1947年。1953年阿讷西市购买了这座城堡，修复后改造成“阿讷西城堡博物馆”。 
王后塔（Tour de la Reine）是城堡最古老的部分，可追溯到12世纪。它的墙壁有4米厚。从城堡的露台上可以眺望老城狭窄的街道和精彩的屋顶。